# Championnat de Malte de football 1960-1961
Navigation
Saison précédente Saison suivante
La saison 1960-1961 de First Division Maltaise était la quarante-sixième édition de la première division maltaise.
Lors de cette saison, le La Vallette FC a tenté de conserver son titre de champion face aux sept meilleurs clubs maltais lors d'une série de matchs se déroulant sur toute l'année.
Les huit clubs participants au championnat ont été confrontés à deux reprises aux sept autres.
C'est le Paola Hibernians FC qui a été sacré champion de Malte pour la première fois de son histoire.
Pour la première fois de son histoire, la First Division Maltaise a pu qualifier des clubs pour les compétitions européennes, une place pour le championnat et une deuxième place au vainqueur du Trophée Rothman 1960-1961.

## Qualifications en coupe d'Europe
À l'issue de la saison, le champion a participé au tour préliminaire de la Coupe des clubs champions 1961-1962.
Le vainqueur du Trophée Rothman a pris la place pour la Coupe des coupes 1961-1962.

## Les huit clubs participants
| Club                | Stade             | Capacité | Ville      |
| ------------------- | ----------------- | -------- | ---------- |
| Floriana FC         | -                 | -        | Floriana   |
| Hamrun Spartans     | Victor Tedesco    | 6 000    | Hamrun     |
| Paola Hibernians FC | Hibernians Ground | 8 000    | Paola      |
| Marsa FC            | -                 | -        | Marsa      |
| Sliema Wanderers FC | Guze Fava Ground  | 4 000    | Sliema     |
| St. George's FC     | -                 | -        | Bormla     |
| St. Patrick FC      | -                 | -        | Zabbar     |
| La Vallette FC      | -                 | -        | La Valette |

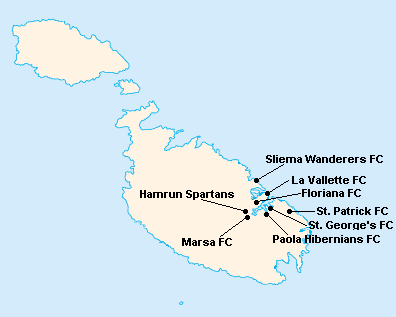
Localisation des clubs engagés dans le championnat.

L'île de Malte étant relativement petite, les clubs évoluent tous au stade National Ta'Qali (17 400 places). Certain cependant ont leur propre enceinte qu'ils peuvent éventuellement utiliser.

## Compétition

### Classement
| Rang | Équipe              | Pts | J  | G  | N | P  | Bp | Bc | Diff |
| ---- | ------------------- | --- | -- | -- | - | -- | -- | -- | ---- |
| 1    | Paola Hibernians FC | 25  | 14 | 12 | 1 | 1  | 34 | 13 | +21  |
| 2    | La Vallette FC (T)  | 22  | 14 | 10 | 2 | 2  | 38 | 10 | +28  |
| 3    | Sliema Wanderers FC | 20  | 14 | 9  | 2 | 3  | 31 | 16 | +15  |
| 4    | Floriana FC (C)     | 14  | 14 | 6  | 2 | 6  | 32 | 27 | +5   |
| 5    | St. George's FC     | 11  | 14 | 4  | 3 | 7  | 23 | 31 | -8   |
| 6    | Hamrun Spartans     | 8   | 14 | 2  | 4 | 8  | 16 | 25 | -9   |
| 7    | St. Patrick FC (P)  | 8   | 14 | 4  | 0 | 10 | 12 | 37 | -25  |
| 8    | Marsa FC            | 4   | 14 | 1  | 2 | 11 | 9  | 36 | -27  |

| Légende : Qualifications et relégations | Légende : Qualifications et relégations                                                     |
| --------------------------------------- | ------------------------------------------------------------------------------------------- |
|                                         | Coupe des clubs champions 1961-1962 (Tour préliminaire)                                     |
|                                         | Coupe des coupes 1961-1962 (Tour préliminaire)                                              |
|                                         | Relégation en Second Division Maltaise                                                      |
|                                         | (T) : Tenant du titre 1959-1960 (P) : Promu en 1959-1960 (C) : Vainqueur du Trophée Rothman |

## Bilan de la saison
| Tableau d'Honneur       |                     |
| Compétition             | Vainqueur           |
| First Division Maltaise | Paola Hibernians FC |
| Trophée Rothman         | Floriana FC         |

| Qualifications européennes 1961-1962 |                     |
| Coupe des clubs champions            | Qualifiés           |
| Tour préliminaire                    | Paola Hibernians FC |
| Coupe des coupes                     | Qualifiés           |
| Tour préliminaire                    | Floriana FC         |

| Promotions et relégations            |               |
| Relégués en Second Division Maltaise | Marsa FC      |
| Promus de Second Division Maltaise   | Birkirkara FC |